# McCormick, South Carolina
McCormick är administrativ huvudort i McCormick County i South Carolina. Orten har fått sitt namn efter uppfinnaren Cyrus Hall McCormick. Enligt 2010 års folkräkning hade McCormick 2 783 invånare.